# Mongo-punk
|  | Denne artikel er oprettet af botten PalnaBot ud fra en ekstern database. Den kan derfor have sproglige fejl eller mangler. Denne skabelon kan fjernes efter kontrol af indholdet. |

Mongo-punk er en film instrueret af Ole Fibiger.

## Handling
I dagene 8.-10. marts 1985 afholdes for første gang en festival for psykisk udviklingshæmmede (åndssvage). Den tager form som en festival med teater, boder, gøgl og musik. Man følger to elever fra Isefjord Skolen under forberedelsen af et teaterstykke, de er med i. Det er deres oplevelser af festivalen, der bliver skildret.